# 혈권
"혈권"은 한국에서 제작된 김묵 감독의 1973년 영화이다. 문태선 등이 주연으로 출연하였고 황영실 등이 제작에 참여하였다.

## 출연

### 주연
- 문태선
- 이대엽
- 안인숙